# Уппсальский общий каталог галактик
Уппсальский общий каталог галактик (англ. The Uppsala General Catalogue of Galaxies или UGC) представляет собой каталог 12 921 галактик северного полушария неба. Работа над каталогом проходила в Уппсальской астрономической обсерватории. Составлен Петером Нильсоном.
Каталог включает в себя почти все галактики к северу от склонения −02°30' с предельным диаметром до 1,0' или предельной видимой звездной величиной 14,5. Основным источником данных являются отпечатки в синем цвете Паломарского Обзора Неба (POSS). Каталог также включает галактики меньше чем 1,0' в диаметре, но ярче, чем 14,5 величина из Каталога галактик и скоплений галактик (CGCG).
Каталог содержит описания галактик и окружающих их регионов, а также систему классификации и углы наклона галактик к лучу зрения. Размеры, классификация и описания галактик даны таким образом, чтобы обеспечить точный расчет возможного внешнего вида галактик согласно фотопластинкам. Точность координат только та, что необходима для идентификации целей.

## Дополнение
Существует дополнение каталога называемое Дополнение к Уппасальскому общему каталогу (англ. Uppsala General Catalogue Addendum), в сокращении — UGCA.